# 雷萨基尼亚
雷萨基尼亚是巴西米纳斯吉拉斯州的一个市镇。总面积188.745平方公里，总人口4574人，人口密度24.2人/平方公里。